# Східно-Мессояхське нафтогазоконденсатне родовище
Східно-Мессояхське нафтогазоконденсатне родовище – гігантське родовище у Тюменській області Росії, виявлене в районі за вісім десятків кілометрів на схід від узбережжя Тазівської губи. Відноситься до Західно-Сибірської нафогазоносної провінції.

## Геологічна інформація
Сейсмічні дослідження показали наявність в районі майбутнього родовища гігантської перспективної структури із двома куполами – Західним та Східним. Пробурена в 1975-му між ними розвідувальна свердловина виявилась сухою, зате споруджені в 1983 та 1990 роках свердловини на куполах дозволили відкрити Західно-Мессояхське та Східно-Мессояхське родовища.
На Східно-Мессояхському виявлені численні поклади – щонайменше 6 нафтових, 3 газонафтові, 1 нафтогазоконденсатний, 2 газоконденсатонафтові, 5 газоконденсатних та 4 газові. 
Основним промисловим об’єктом виступає пласт ПК 1-3, що залягає на глибині біля 800 метрів та містить нафту високої в’язкості. Пласт належить до сеноманського ярусу та формувався в умовах алювіальної рівнини (пояс меандрування), надводної дельтової рівнини та фронту дельти з активними припливно-відпливними течіями
Колектори – пісковики із лінзовидними вкрапленнями глин.
Запаси родовища за російськими категоріями С1+С2 оцінили у 340 млн тон нафти та газового конденсату і 113 млрд м3 газу (разом із сусіднім Західно-Мессояхським родовищем – 470 млн тон нафти та газового конденсату і 188 млрд м3 газу). 

## Розробка
В 2012-му під час дослідно-промислових робіт отримали першу нафту, а повномасштабне введення в розробку припало на 2016 рік. Видобуток ведуть виключно через свердловини із горизонтальною ділянкою, протяжність якої складає біля 1 км.
Для видачі продукції спорудили нафтопровід пропускною здатністю 8,5 млн тон на рік, який має довжину 98 км та прямує до головної насосної станції нафтопроводу «Заполяр'я – Пурпе». 
Газ на першому етапі не монетизують, проте з 2020-го зберігають за допомогою закачування у газові пласти не введеного в розробку Західно-Мессояхського родовища. Для цього спорудили компресорну станцію продуктивністю 1,5 млрд м3 на рік та газопровід довжиною 50 км (його ділянку під руслом річки Мессояха виконали методом похило-спрямованого буріння). Частина газу використовується для живлення зведеної на родовищі газотурбінної електростанції потужністю 84 МВт.
Проект реалізують на паритетних засадах державні «Газпромнафта» та «Роснафта».